# SN 2008gd
SN 2008gd – supernowa typu II odkryta 27 września 2008 roku w galaktyce A012044+1441. W momencie odkrycia miała maksymalną jasność 18,80m.